# NHK 뉴스 오하요 닛폰
NHK 뉴스 오하요 닛폰(일본어: NHKニュースおはよう日本)은 1993년 4월 5일 방송을 시작해 지금까지 이어지고 있는 NHK 종합 텔레비전에 간판 아침 뉴스 프로그램이다.

## 개요 및 역사
NHK의 아침 뉴스·정보 프로그램으로, 전신인 《NHK 모닝 와이드》를 대신해 1993년 4월 5일 월요일부터 방송을 시작했다. 이와 함께 일요일 방송도 월요일부터 토요일까지와 동일한 프로그램명으로 통일되었다. 주요 내용은 그날의 뉴스, 스포츠, 기상 정보, 시황 정보를 중심으로 하며, 다양한 미니 코너도 포함한다. 방송 시간이 확대됨에 따라 미니 코너의 편성 빈도도 증가했다.
공휴일에는 편성이 변경되며, 오전 7시 30분부터 25분간 "공휴일 특집"이 방송된다. 하계 및 동계 올림픽이 유럽, 아프리카, 아메리카 대륙에서 개최될 경우, 시차로 인해 경기 중계와 겹치는 일이 많다. 이때 신문 및 EPG에서는 《오하요 닛폰 & 올림픽》이라는 제목으로 표기되며, 올림픽 중계가 수시로 삽입된다. 일부 7시대 종목은 《연속 TV 소설》의 방송 시간을 확보하기 위해 NHK 교육 텔레비전으로 우회 편성되기도 하며, 이는 패럴림픽에도 동일하게 적용된다.
프로그램은 NHK 본부 미디어 총국 산하 보도국 내에 설치된 《오하요 일본부》에서 제작을 담당한다. 이 부서는 《오하요 닛폰》뿐만 아니라, 심야에 발생하는 긴급 뉴스 방송(태풍, 지진, 쓰나미 등 재난, 중대 참사)부터 평일 오전 9시 뉴스, 주말 및 공휴일 오전 10시 뉴스까지 제작을 담당한다.
2022년도까지 자막 시스템이 통일되기 전에는, 주말이나 공휴일 새벽에 프로그램 타이틀이 《NHK 뉴스》로 표기되더라도 자막은 《오하요 닛폰》 포맷이 사용되었고, 이는 전신 《모닝와이드》 시절부터 유지되어 온 방식이다. 오전 5시대 캐스터는 심야 긴급 방송도 겸임한다.
1999년 4월 1일부터 《오하요 5》(1995년부터 방송)를 흡수하며 오전 5시부터 방송되기 시작했고, 2004년 3월 29일부터 평일 방송 시간이 오전 4시 30분으로 앞당겨졌다(4시대는 종합 텔레비전 단독 방송). 2006년 4월 3일부터 오전 7시 이전 지역 뉴스 시간이 2분 단축되었고, 2007년 4월 2일부터 2008년 3월 29일까지 평일·토요일(공휴일 제외)의 7시대는 오전 6시 57분 시작으로 변경되었다.
전신 《모닝 와이드》 시절부터 평일 오전 7시 30분부터 15분간 지역 뉴스 코너가 있었으나, 2008년 3월 31일부터는 7시 45분으로 변경되었다. 7시 후반에 방송되던 특집과 리포트는 지역 뉴스 전으로 옮겨졌고, 오전 6시대에는 국제 보도와 경제 정보 코너가 신설되어 2년간 이어졌다.
2010년 방송 개편으로 아침 드라마의 방송 시간이 오전 8시로 앞당겨지며, 《오하요 닛폰》의 8시대 방송은 2010년 3월 27일을 마지막으로 종료되었고, 프로그램 종료는 도쿄 본사가 아닌 각 방송국별로 이루어지게 되었다.
이 8시대 폐지 및 아침드라마 시간 조정을 두고, NHK 내부에서는 "아침드라마를 정시에 맞춰 생활 실태에 맞게 앞당기자"는 편성국과, "8시대 뉴스는 줄이면 안 된다"는 보도국 간의 의견 충돌이 있었으나, 결국 "긴급 상황엔 드라마를 조정하면 된다"는 편성국 측의 의견이 채택되었다.
그 결과, 2010년 3월 29일부터 《오하요 닛폰》이 끝난 직후 아침 드라마가 바로 이어지는 형태가 되었고, 지역 방송 버전(예: 《오하요 일본 간토코신에츠》, 《오하요 간사이》 등)에서는 캐스터가 드라마를 소개하는 '아침드라마 연결 멘트'를 하는 경우도 있다. 공식 트위터에서는 2019년 9월 말부터 타 지역 시청자를 배려하여 해당 지역 버전 영상을 일부 게시하기도 했다.
8시대 폐지, 아침드라마 시간 이동, 그리고 《아사이치》(あさイチ)(오전 8시 15분 ~ 9시 54분)의 신설 이후, 해당 시간대 시청률이 회복되고 상승하며 민방 와이드쇼 시청률은 대폭 하락하게 되었다. 이는 《오하요 일본》의 8시대 및 이후 뉴스 방송이 시청률 하락의 원인이었다는 지적도 있었다.
2010년 7월 5일부터 아날로그 방송 및 NHK 월드 프리미엄에서 16:9 레터박스 방식으로 방송되기 시작했다.
2020년 3월 1일부터 NHK 플러스에서 실시간 스트리밍 서비스가 시작되었고, 3월 시험 서비스 시에는 오전 7시대, 4월 본 서비스부터는 오전 6~7시대가 스트리밍 대상이 되었다.
2020년 코로나19로 인해 발령된 긴급사태선언에 따라, 4월 13일부터 7월 3일까지 오전 10시로 조정되었다.
2020년 9월 28일부터 오전 4시대 방송이 종료되고, 오전 5~8시의 3시간으로 축소되었으며, 오전 5시 방송 시작은 2003년 이후 17년 만의 일이었다.
2021년 4월 1일부터 NHK 플러스의 동시 스트리밍 시작 시간이 1시간 앞당겨지며, 오전 5시대도 실시간 제공 대상이 되었다.
2021년 4월 19일부터 NHK 월드 JAPAN 홈페이지에서 7시대 일부 장면의 다시보기 서비스가, 2022년 4월 4일부터는 6시대 동시 스트리밍이 시작되었다. 단, 일본 국내 시청자는 수신료 제도와의 형평성 문제로 인해 NHK 플러스 이용을 원칙으로 하고 있으며, NHK 월드 JAPAN의 스트리밍 대상에서는 제외되었다.
NHK 종합 TV는 2005년 10월 이후 하루 방송의 시작 시간을 오전 4시대로 정해두고 있으며(2005년: 4시 20분 / 2018년: 4시 15분 / 2018년 이후: 오전 4시), 신문 프로그램 표에서는 《오하요 닛폰》 1부 시작 시간을 하루 방송의 기준점으로 계속 표기하고 있다.
2023년 4월 3일 방송분부터 유니버설 디자인 도입에 따라, 프로그램 내의 독자적 아이콘 및 자막 디자인은 폐지되었고, 《NHK 뉴스》, 《NHK 뉴스 7》 등 타 보도 프로그램과 통일된 디자인이 사용되었다.
또한 2024년 1월 11일부터 6월 30일까지는 1월 1일 발생한 노토 반도 지진에 대응해 NHK 가나자와 방송국의 동시 방송으로 《레이와 6년 노토 반도 지진 관련 정보》가 BS103 채널(구 NHK BS 프리미엄)에서도 방송되었으며, 1월 12일부터 《종합 텔레비전(이시카와현 내) 동시 방송》이라는 제목으로 계속되었다.

## 방송 일정

### 방송 채널 및 시간
NHK 종합 텔레비전
- 매주 월~금요일 오전 5시 ~ 8시[2][3]
- 매주 토요일 오전 6시 ~ 8시
- 매주 일요일 오전 7시 ~ 7시 45분
- 공휴일 오전 7시 ~ 7시 30분

NHK 월드 프리미엄
- 매주 월~금요일 오전 6시 ~ 8시 (비스크램블 방송은 오전 7시 45분까지이며, 2013년도에는 오전 7:00~8:00만 비스크램블 해제)
- 매주 토요일 오전 6시 ~ 8시 (전 구간 비스크램블 해제이며, 2013년도에는 오전 7:00~8:00만 비스크램블 해제)
- 매주 일요일 오전 7시 ~ 7시 45분 (전 구간 비스크램블 해제)
- 공휴일 오전 7시 ~ 7시 30분

### 과거 방송 시간
모든 방송 시간은 종합 텔레비전(NHK 종합, 지역 방송 포함)을 기준으로 합니다. BS 및 국제 방송의 방송 시간은 다릅니다.
| 날찌      | 날찌      | 평일                 | 토요일               | 일요일              | 공휴일              |
| --------- | --------- | -------------------- | -------------------- | ------------------- | ------------------- |
| 1993.4.5  | 1999.3.31 | 6:00 ~ 8:13（133분） | 7:00 ~ 8:13（73분）  | 7:00 ~ 7:45（45분） | 7:00 ~ 8:13（73분） |
| 1999.4.1  | 2004.3.28 | 5:00 ~ 8:13（193분） | 6:00 ~ 8:13（133분） | 7:00 ~ 7:45（45분） | 7:00 ~ 8:13（73분） |
| 2004.3.29 | 2010.3.28 | 4:30 ~ 8:13（223분） | 6:00 ~ 8:13（133분） | 7:00 ~ 7:45（45분） | 7:00 ~ 8:13（73분） |
| 2010.3.29 | 2020.9.27 | 4:30 ~ 8:00（210분） | 6:00 ~ 8:00（120분） | 7:00 ~ 7:45（45분） | 7:00 ~ 8:00（60분） |
| 2020.9.28 | 2022.9.18 | 5:00 ~ 8:00（180분） | 6:00 ~ 8:00（120분） | 7:00 ~ 7:45（45분） | 7:00 ~ 8:00（60분） |

### 특집 프로그램
4월~5월의 황금연휴(골든위크) 기간 동안에는 평일은 오전 7시대만 방송, 토요일·일요일·공휴일은 오전 7시 30분까지의 단축 방송이 되는 경우가 있다. 8월 10일경부터 20일경까지의 평일, 즉 오봉(お盆) 기간 동안은 특별 편성으로 인해 다음과 같이 변동될 수 있다. 10일 ~ 13일경 오전 7시대만 방송, 16일~20일경 오전 6시 시작의 단축 편성 시에는 오전 5시~5시 10분, 6시 ~ 6시 10분에 NHK 뉴스로 대체 방송됩니다. 연말연시(12월 29일 ~ 1월 3일)에는 특별 편성으로 인해 전면 휴방됩니다. 1월 4일이 금요일, 토요일, 일요일 중 하나일 경우에도 전면 휴방되고, 이 기간 동안에는 5시·6시대는 공휴일과 유사한 편성, 7시대는 NHK 뉴스 명의로 7시 ~ 7시 15분에 전국 뉴스와 기상정보, 7시 15분~7시 20분에는 지역 뉴스·기상정보를 방송합니다. (관동·고신에쓰 지방에서는 실시간 자막 방송 제공) 7시 20분 이후에는 특집 프로그램이나 재방송 프로그램이 편성된다.
2018년도 이후, 12월 29일 ~ 1월 3일 전후에도 예외적인 방송 편성이 이루어질 수 있다. 2020년 3월 이후에 평일은 6시, 7시, 7시 45분, 토요일은 7시, 7시 30분, 공휴일은 7시 25분, 7시 30분 기준으로 코너 구분이 이루어지고 있다. 2021년도부터는 평일과 토요일의 6시대도 6시 30분 기준으로 코너가 나뉘며, 실시간 자막 방송도 6시 30분부터 제공된다.
국정 선거나 도도부현(광역자치단체) 지사 선거 기간에는 정견 방송이 편성되어 일부 지역에서는 본 프로그램이 중단될 수 있으며, 간토 지역에서 정견 방송이 있을 경우, NHK 플러스의 실시간 스트리밍 및 다시보기(VOD) 서비스도 한정되어 중단된다.
2021년도에는 도쿄 올림픽 및 패럴림픽 관련 코너와 경기 중계로 인해, 7월 12일부터 9월 4일까지(일요일 제외) 전국 뉴스 방송 시간이 오전 7시 50분까지 확대되었다. 같은해 8월 8일과 9월 5일에 경기 중계로 인해 오전 7시부터 7시 20분까지 단축 방송되었으며, 이 시간 동안은 전국 방송으로 이루어졌습니다. (한편, 로컬 뉴스는 오전 6시 55분부터 7시까지 별도 편성되었다.) 같은해 7월 17일과 8월 21일에 오전 7시 30분부터 7시 50분까지는 별도의 프로그램이 방송되어 해당 시간 동안 뉴스가 일시 중단되었다. 원래 8월 14일에도 오전 7시 30분부터 7시 50분에 『여름 다요리 + 고향』을 방송할 예정이었으나, 서일본을 중심으로 한 기록적인 폭우로 인한 속보를 위해 편성이 긴급 변경되어 오전 6시부터 8시까지 전면 뉴스 방송으로 대체되었다. 같은해 7월 22일에 오전 7시 30분부터 7시 55분에 『고향을 향한 마음 – 성화 주자의 숨겨진 이야기』라는 프로그램 방송으로 인해, 뉴스는 오전 7시 30분까지 단축되었고,
오전 7시 55분부터 8시까지의 기상정보는 별도의 단독 프로그램으로 편성되었다.

## 현재 주요 출연자

### 평일 아침 5시대 캐스터
- 가츠로 엔유 (2024년 4월 1일 ~ ), 야스자키 토모유키 (2025년 3월 31일 ~ ), 히로세 타이치 (2025년 4월 7일 ~ ), 오카노 마이 (2024년 4월 8일 ~ )

### 평일 아침 6·7시대 메인 캐스터
- 월요일 ~ 목요일 : 나카야마 카나, 다카이 마사토모 (2025년 3월 31일 ~ )
- 금요일 : 이노우에 이치로 (2022년 4월 9일 ~ ), 아카기 나나카 (2024년 4월 5일 ~ )

### 평일 아침 6·7시대 서브 캐스터
- 호루코무 잭와다 (2025년 3월 31일 ~ ), 쇼메이 치히로 (2024년 4월 1일 ~ )

### 리포터
- 카리야 유타카 (2024년 4월 1일 ~ ), 오카야마 모토야키 (2025년 3월 31일 ~ ), 이시이 사토루 (2025년 3월 31일 ~ )

### 오하 Biz캐스터
- 와타나네 슈지 (2023년 7월 3일 ~ ), 카네코 유키히로 (2021년 4월 1일 ~ )

### 기상 캐스터
- 하시야마 키요히로 (2018년 4월 2일 ~ ), 콘도 나오키 (2021년 3월 29일 ~ ), 사와오카 토모미 (2024년 7월 1일 ~ )

### 토요일·일요일·공휴일
- 메인 캐스터: 이노우에 이치로 (2022년 4월 9일 ~ ), 아카기 나나카 (2024년 4월 5일 ~ )
- 오하SPO 캐스터(스포츠 코너): 키요시 타카시 (2024년 4월 6일 ~ )
- 기상 정보: 미나미 유키 (2007년 4월 7일 ~ )

## 동시간별 방송 프로그램
- ZIP! (니혼TV)
- THE TIME, (TBS)
- 메자마시 TV (후지TV)
- 굿!모닝 (TV아사히)